# بوغرارة

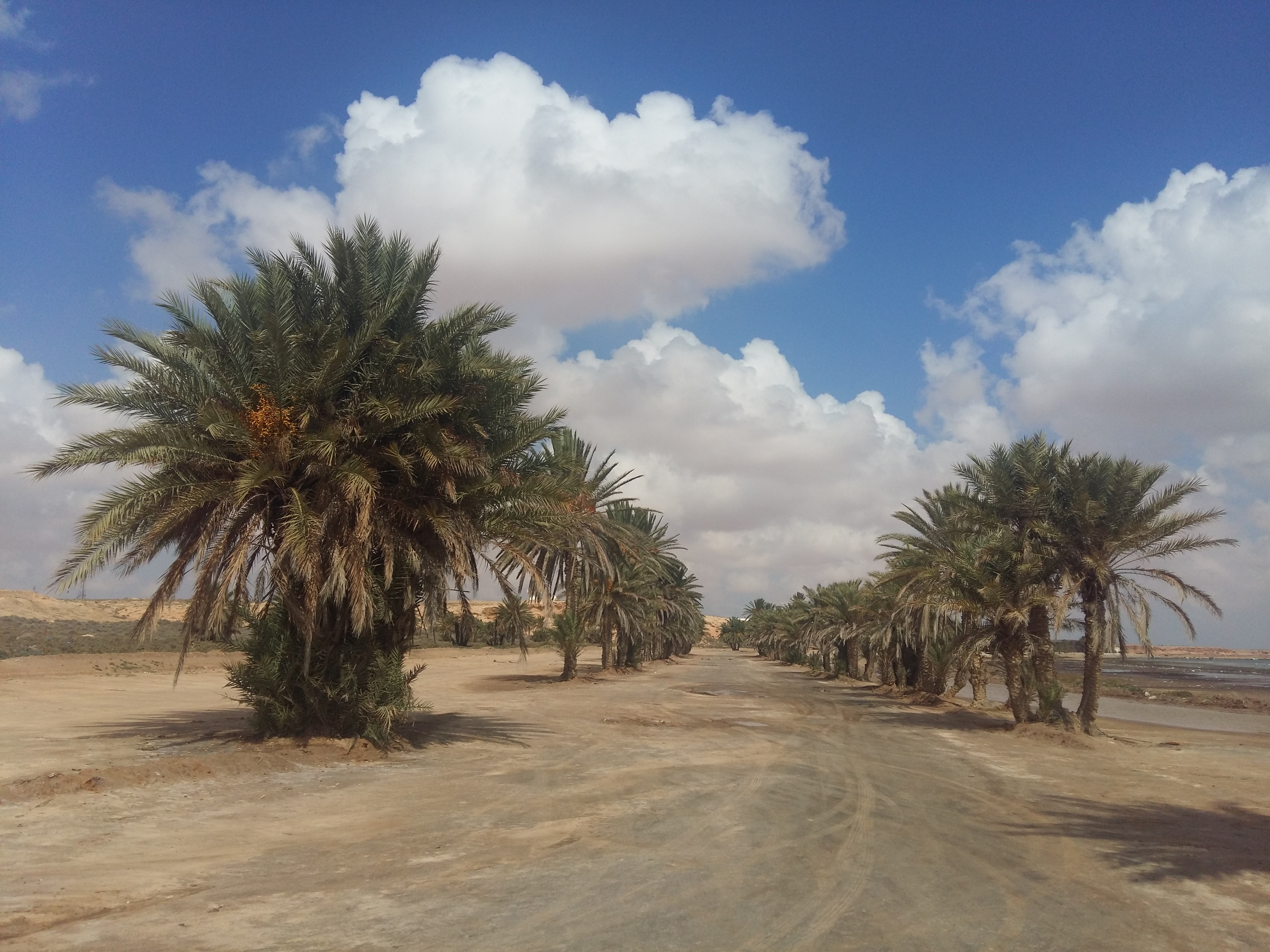
خليج بوغرارة

بوغرارة قرية تونسية في الجنوب التونسي تقع في ولاية مدنين، شمال شرقها تحديدّا عبر الطريق الجهوية رقم 108.
⏺يتركز الاقتصاد اساسا على الفلاحة و التي تقتصر اساسا على الزيتون و الخضر بمختلف انواعها تقريبا في فصل الشتاء إضافة إلى القمح و بعض أنواع الحبوب و في فصل الصيف القصب و العنب و التين و بعض أنواع الخضر إضافة إلى القرع و البطيخ . و الصيد البحري نظرا لما توفره بحيرة بوغرارة من موارد سمكية متنوعة يقع تصديرها إلى باقي الاسواق في تونس و خارجها .تحتوي بوغرارة على ميناء صيد بحري و يحذوه شاطئ مهيأ يعج بالزوار خاصة في فصل الصيف و عادة مايكون موسما تزدهر فيه تجارة الاسماك.كذالك يوجد موقع أثري و هو موقع جكتيس و يعود إلى الفترة الرومانية يحتوي على العديد من القطع الاثرية علما و ان بعض العلماء يعتبرون مدينة جكتيس الرومانية لا تزال مدفونة تحت الرمال. كما تمثل اقرب نقطة حضرية إلى المركب الجامعي الفجاء الذي يعد إحدى أهم الاقطاب العلمية في البلاد.
تختص قرية بوغرارة في فصل الصيف بانخفاظ معتبر في درجات الحرارة مقارنة بولاية مدنين و يمتد شريطها الساحلي من جرجيس إلى حدود منطقة الجرف تقريبا مما يجعلها تختص بشريط ساحلي طويل مناسب لانشطة السياحة .
و تحتوي البلدة على مجموعة من القرى من قبيل تاجر جمت و العياطي و الطويشة والحلفاوي و السد و العبعوب و طريق النخلة و القطعايا و خوي بورتيم
و طريق النخلة . لتاوي بذلك هذه القرى فئات اجتماعية متعددة غالبا ما تكون ذات قرابة دموية . و يحتوي وسط المدينة معهد بوغرارة و المركب الرياضي و دار الشباب و مستوصف و مكتب بريد و بلدية و اعدادية و مدرسة ثانوية إضافة إلى مصنع بسكويت و تحتوي المدينة حيا سكنيا يسمى الملاجي تسكنه مجموعة من الفئات المختلفة نوعا ما و التي تجمعها قرابات دموية مع اهالي القرى.